# Comantenna gesinae
Comantenna gesinae är en kräftdjursart som beskrevs av Schulz 2002. Comantenna gesinae ingår i släktet Comantenna och familjen Aetideidae. Inga underarter finns listade i Catalogue of Life.